# Microsimus luteus
Microsimus luteus är en tvåvingeart som beskrevs av Aldrich 1926. Microsimus luteus är den enda kända arten i släktet Microsimus  vilket tillhör familjen sprickflugor. Inga underarter finns listade i Catalogue of Life. Namnet Microsimus kommer från grekiskans mikros som betyder liten och latinets simus  som betyder med platt näsa, luteus kommer från latin och betyder gul, en full översättning av artnamnet vore alltså gul med liten platt näsa. 
Beskrivningen av arten gjordes baserat fyra honor och en hanne som insamlats av William M. Mann under åren 1922 och 1923 från Isiamas och Rurrenabaque i Bolivia. Insamlingen skedde under den vetenskapliga expeditionen Mulford Biological Exploration of the Amazon Basin som startade 1921. Individerna insamlades från ett bo tillhörande myrarten Crematogaster stollii. Honorna var mellan 2,2 och 2,4 mm långa medan hannen var 2 mm lång.